# The Pirate
The Pirate (br O Pirata; pt O Pirata dos Meus Sonhos) é um filme musical estadunidense de 1948, do gênero aventura, dirigido por Vincente Minnelli.

## Elenco
- Judy Garland.... Manuela
- Gene Kelly.... Serafim

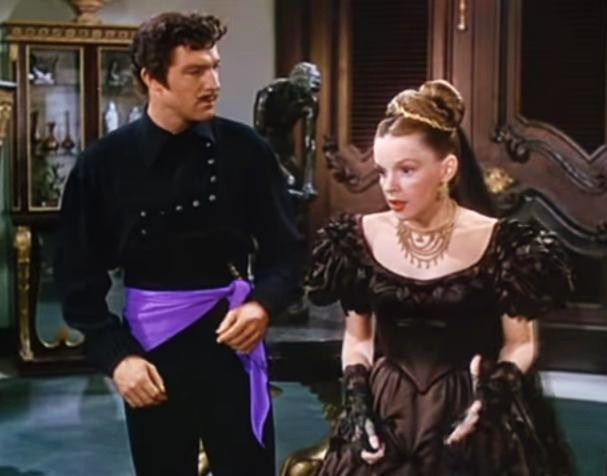
Gene Kelly e Judy Garland em cena do trailer do filme

- Walter Slezak.... Don Pedro Vargas
- Gladys Cooper.... tia Inez
- Reginald Owen.... o advogado
- George Zucco.... o vice-rei

## Principais prêmios e indicações
Oscar 1949 (EUA)
- Indicado na categoria de melhor trilha sonora